# Исильо
Исѝльо (на италиански: Issiglio; на пиемонтски: Isej, Исей) е село и община в Метрополен град Торино, регион Пиемонт, Северна Италия. Разположено е на 485 m надморска височина. Към 1 януари 2020 г. населението на общината е 395 души, от които 22 са чужди граждани.